# 231609 Sarcander
231609 Sarcander este o planetă minoră (asteroid) din centura de asteroizi. A fost descoperită pe 10 septembrie 2009 la  de . 
Obiectul prezintă o orbită caracterizată de o semiaxă mare de 3,0166250024207 UAi, o excentricitate de 0,11926067467856, o înclinație de 9,3520381092569 ° în raport cu ecliptica.